# Wereldkampioenschappen schaatsen afstanden 2021 - 500 meter mannen
De 500 meter mannen op de wereldkampioenschappen schaatsen afstanden 2021 werd gereden op vrijdag 12 februari 2021 in het ijsstadion Thialf in Heerenveen, Nederland.
Titelverdediger was Pavel Koelizjnikov nu met zilver genoegen moest nemen achter Laurent Dubreuil. Het brons was voor Dai Dai N'tab.

## Uitslag
| #      | Schaatser                   | Land                  | Tijd  |
| ------ | --------------------------- | --------------------- | ----- |
| Goud   | Laurent Dubreuil            | Canada                | 34,39 |
| Zilver | Pavel Koelizjnikov          | Russian Skating Union | 34,54 |
| Brons  | Dai Dai N'tab               | Nederland             | 34,62 |
| 4      | Kai Verbij                  | Nederland             | 34,67 |
| 5      | Ronald Mulder               | Nederland             | 34,69 |
| 6      | Håvard Holmefjord Lorentzen | Noorwegen             | 34,77 |
| 7      | Artjom Arefjev              | Russian Skating Union | 34,81 |
| 8      | Ihnat Halavatsjoek          | Wit-Rusland           | 34,86 |
| 9      | Joel Dufter                 | Duitsland             | 34,93 |
| 10     | Artur Nogal                 | Polen                 | 34,96 |
| 11     | Roeslan Moerasjov           | Russian Skating Union | 34,99 |
| 12     | Alex Boisvert-Lacroix       | Canada                | 35,01 |
| 13     | Gilmore Junio               | Canada                | 35,03 |
| 14     | Mirko Nenzi                 | Italië                | 35,06 |
| 15     | Marten Liiv                 | Estland               | 35,12 |
| 16     | Piotr Michalski             | Polen                 | 35,15 |
| 17     | Bjørn Magnussen             | Noorwegen             | 35,23 |
| 18     | Roman Kretsj                | Kazachstan            | 35,38 |
| 19     | Damian Żurek                | Polen                 | 35,42 |
| 20     | Artyom Chaban               | Wit-Rusland           | 35,49 |
| 21     | Christian Oberbichler       | Zwitserland           | 35,57 |
| 22     | Nico Ihle                   | Duitsland             | 35,61 |
| 23     | David Bosa                  | Italië                | 35,62 |
| 24     | Odin By Farstad             | Noorwegen             | 35,68 |

1996 · 
1997 · 
1998 · 
1999 · 
2000 · 
2001 · 
2003 · 
2004 · 
2005 · 
2007 · 
2008 · 
2009 · 
2011 · 
2012 · 
2013 · 
2015 · 
2016 · 
2017 ·
2019 ·
2020 ·
2021 ·
2023 ·
2024 ·
2025